# 总统顾问理事会
总统顾问理事会（英語：Council of Presidential Advisers，缩写）是1991年新加坡宪法修正案设立的机构，用以约束总统的权力。根据新加坡总统选举法令规定，总统在行使某些职权时需征求理事会的意见。目前理事会由八位理事与两位候补理事组成。

## 历史沿革
1988年为引入民选总统制而发布的白皮书中，提议设立一个储备保护总统委员会（Presidential Committee for the Protection of Reserves）以防止总统滥用权力。白皮书建议储备委员会由三至五人组成，其中一人由政府委任，一人由公共服务委员会主席委任，其余则由总统委任。
1990年第二份白皮书发布，将储备委员会改为总统顾问理事会，并将成员人数增加至六人。两人为总统委任（其中一人任理事会主席），两人由总理委任，另两人则由公共服务委员会主席委任。同时，第二份白皮书明确提出，当总统批准或否决政府、法定机构与国营公司的预算时，必须征求理事会的意见。当理事会的建议与总统行使的否决权相异时，国会可以2/3以上的支持票推翻总统否决权。
同年，国会遴选委员会报告中提出，当总统否决公职任命时也应当咨询理事会。由于六人理事会可能造成两方意见各占三人的情况出现，报告建议将人数由第二次白皮书的六人改为五人（公共服务委员会主席委任人数减为一人）。此外，报告还提议将理事会成员的任期固定为六年，并将不同成员的任期交错开来，以保证理事会的延续性。最终1991年通过的新加坡宪法修正案基本采纳了遴选委员会报告的建议。
1991年12月，由林金山出任主席的首届总统顾问理事会正式宣誓就职。
1996年新的宪法修正案规定，总统顾问理事会的理事由五人增至六人，新增的一人由首席大法官委任。2001年，理事连任的任期由六年减为四年。2007年，宪法修正案又新增了两位候补理事（Alternate Member）。
2016年，新加坡进行民选总统制度改革。在宪法委员会的报告中，提议扩大总统顾问理事会的权力，将人数由六人增至八人，并将连任任期改回六年。八位理事中，总统、总理各委任三人，首席大法官、公共服务委员会主席则各委任一人。此外，宪法委员会还建议，如若八人意见平分秋色，同时理事会主席支持总统时，国会可以以2/3票数推翻总统否决权；而当多数理事不支持总统时，国会只需简单多数便可以推翻总统决定。最终，政府接受了宪法委员会扩大理事会的建议，但没有接受对国会推翻总统否决权机制的改革，而是决定维持原有作法。同年11月，宪法修正案得以正式通过。

## 现任理事
总统顾问理事会的现任理事包括：
| 中文名   | 英文名                           | 职务     | 任期                 |
| -------- | -------------------------------- | -------- | -------------------- |
| 张赞成   | Eddie Teo                        | 理事     | 2018年8月－2019年1月 |
| 张赞成   | Eddie Teo                        | 主席     | 2019年1月至今        |
| 丹那巴南 | S. Dhanabalan                    | 理事     | 2004年1月至今        |
| 布奥     | Po’ad Bin Shaik Abu Bakar Mattar | 理事     | 2007年1月至今        |
| 吴允燊   | Goh Joon Seng                    | 理事     | 2008年1月至今        |
| 陈育宠   | Bobby Chin Yoke Choong           | 理事     | 2010年1月至今        |
| 林子安   | Lim Chee Onn                     | 候补理事 | 2008年1月－2017年3月 |
| 林子安   | Lim Chee Onn                     | 理事     | 2017年4月至今        |
| 李庆言   | Stephen Lee Ching Yen            | 候补理事 | 2008年1月－2017年3月 |
| 李庆言   | Stephen Lee Ching Yen            | 理事     | 2017年4月至今        |
| 蔡天宝   | Chua Thian Poh                   | 候补理事 | 2017年4月－2019年1月 |
| 蔡天宝   | Chua Thian Poh                   | 理事     | 2019年1月至今        |
| 博林     | Bahren Shaari                    | 候补理事 | 2017年4月至今        |
| 蔡淑君   | Chua Sock Koong                  | 候补理事 | 2019年1月至今        |

## 前任理事
总统顾问理事会的前任理事包括：
| 中文名 | 英文名                  | 职务 | 任期                  |
| ------ | ----------------------- | ---- | --------------------- |
| 林金山 | Lim Kim San             | 主席 | 1992年1月－2004年1月  |
| 范佑安 | Michael Fam Yue Onn     | 理事 | 1992年1月－2004年1月  |
| 张绍强 | Cheong Siew Keong       | 理事 | 1992年1月－2008年1月  |
| 李志远 | Ridzwan bin Haji Dzafir | 理事 | 1992年1月－2007年1月  |
| 李成伟 | Lee Seng Wee            | 理事 | 1992年1月－2001年1月  |
| 余炳亮 | Ee Peng Liang           | 理事 | 1992年7月－1994年8月  |
| 张清源 | Teo Cheng Guan          | 理事 | 1994年11月－2002年5月 |
| 沈基文 | Sim Kee Boon            | 理事 | 1997年1月－2004年9月  |
| 沈基文 | Sim Kee Boon            | 主席 | 2004年1月－2005年9月  |
| 沈基文 | Sim Kee Boon            | 理事 | 2005年9月－2007年1月  |
| 詹道存 | Cham Tao Soon           | 理事 | 2004年1月－2010年1月  |
| 杨邦孝 | Yong Pung How           | 理事 | 2007年1月－2013年1月  |
| 李子扬 | Lee Tzu Yang            | 理事 | 2013年1月－2018年8月  |
| 比莱   | J. Y. Pillay            | 理事 | 2001年1月－2005年9月  |
| 比莱   | J. Y. Pillay            | 主席 | 2005年9月－2019年1月  |